# 張德蘭
張德蘭（英語：Teresa Cheung，1960年11月10日—），本名張圓圓，香港女歌手、演員及註冊中醫，藝名「張德蘭」於1978年開始正式使用。她近年來偶爾參與演唱會演出。

## 生平履歷
張德蘭本名張圓圓，生於香港，祖籍廣東顺德，在家中十兄弟姊妹中排行最小。四至五歲时姐姐替她報名參加童裝公司所举办的歌唱比賽，以一曲《媽媽好》奪得冠軍，之后以童星身份首度加入無綫電視。她1972年曾為當時的教育司署與香港電台新成立的香港教育電視拍攝小學社會科節目，1973年與沈殿霞、汪明荃及王愛明四人組成「四朵金花」，參與《芸娘》、《董小宛》等电视剧演出，也有一段時間在無綫電視長壽节目《歡樂今宵》演出，其中合唱《四朵金花》、《世界真細小》等膾炙人口，因此在当時广受欢迎，也認識了顧嘉煇。
1976年，張德蘭与娱乐唱片合作，演繹了多首名曲，代表作《陸小鳳》插曲《鮮花滿月樓》、《願君心記取》、《落花淚影》。1978年於星加坡唱片公司合作，演繹《相識也是緣份》、《人生於世》等。同年基於不想觀眾覺得她仍是童星，加上原名予人稚氣感覺而改名「張德蘭」。1979年和永恒唱片合作，演繹《網中人》主題曲《網中人》；《神鵰俠侶》主題曲《何日再相見》、插曲《情義倆心堅》、《留住今日情》、《問世間》等。1986年與威寶唱片合作，演繹《神劍魔刀》主題曲《黑白難辨》、插曲《萬語千言》、《風雨人生》。2006年《遊劍江湖》插曲《戀風》；2012年《我的如意狼君》主題曲《朝花夕拾》；2014年《大藥坊》主題曲《心藥》。
1978年，張德蘭憑《願君心記取》獲選為第一屆港台十大中文金曲 。1979年張德蘭憑《茫茫路》獲入選為第二屆十大中文金曲。 1984年2月張德蘭憑《神鵰俠侶》插曲《情義兩心堅》入選為第六屆香港電台十大中文金曲之一。《神鵰俠侶》1983年度收視率為62點，當年超過三百萬人觀看此劇，創下香港史上最高收視率。1984年，張德蘭舉行首次個人演唱會，1986年首度參與春晩。
1988年，張德蘭與圈外男友、同為保險從業人士的楊偉誠結婚，同年選擇與無綫電視解約，全面淡出香港娛樂圈。她在1998年报读香港浸会大学中医药学院，并于2002年正式成為註冊中医，後以本名張圓圓執業。

## 音樂作品

### 音樂專輯
1975年
- 四朵金花
- 相思灑滿地（玩下啦）
- 江湖小子（愛琴詠）

1976年
- 狂潮（父子情深 | 彩虹化身俠 | Q太郎 | 七海小英雄）

1977年
- 雪山飛狐（仔女一條數）

1978年
- 陸小鳳（鮮花滿月樓 · 願君心記取 · 落花淚影）
- 【張德蘭之歌】

1979年
- 【茫茫路】
- 【寂寞是我/午夜結他】
- 【網中人】

1980年
- 永恆1980
- 永恒金曲[第一輯]
- 【風塵淚】

1981年
- 【昨天我真愛你】
- 永恆1981
- 德蘭與你
- 愛的消逝
- 【武俠帝女花】

1982年
- 永恒81電台龍虎榜金曲
- 永恒金曲[第二輯]
- 【情若無花不結果】

1983年
- 群星賀歲（採茶撲蝶）
- 永恒八二電台龍虎榜金曲
- 娛樂群英會[第三輯]
- 【可知道】
- 【何日再相見】 - TVB電視劇《神鵰俠侶》專輯 收錄了《神鵰俠侶》電視劇主題曲《何日再相見》插曲《情義兩心堅》《留住今日情》《問世間》及劉德華初次啼聲的《神鵰大俠》南音，唱片推出後銷量迅速衝破白金數量。（資料來源：1983年12月4日《明報周刊》）
- 永恆10週年紀念特輯
- 永恆10週年特輯

1984年
- 【愛的短箭】

1985年
- 張德蘭精華特輯
- 【心】
- 心 / 愛的加法（國語專輯）

1986年
- 影視金曲大巡禮
- 【風雨人生】
- 青春火焰/春光美（國語）

1987年
- 【愛您不變】

1990年~1992年
- 情歌集張德蘭（共5輯）

1997年
- 蘭忘舊愛17首
- 柔情德蘭精選

1998年~2000年
- 永恒25周年張德蘭（I~V輯）

1999年
- 永恒靚絕24K金碟 - 張德蘭精選18首

2002年
- 永恆SACD張德蘭精選18首

2003年
- 永恆靚絕24K金碟 - 德蘭與你情歌集
- 永恆復黑CD - 德蘭與你
- 【月光光】
- 【小調情常在】
- 極品小調精選

2004年
- 【往事只能回味】
- 【今天不回家】
- 張德蘭2004經典金曲演唱會

2005年9月
- 三把靚聲 民歌小調(新曲+精選)

2007年
- 難得回憶
- 張德蘭精選大碟

2008年
- 張德蘭LPCD45

2009年
- 好歌蘭尋

2012年
- 《当张德兰遇上顾嘉煇演唱會2012》
- 《顾嘉煇大师经典演唱會》
- 永恆XRCD 張德蘭精選18首
- 永恆LPCD 張德蘭
- 情歌集
- 【重遇】

2014年
- 復黑CD 風雨人生
- 復黑CD 愛你不變

2015年
- 《顾嘉煇大师荣休盛典20152016双演唱会》
- 【心藥】
- 復黑CD 張德蘭專輯(國語歌曲)
- 永恆SACD 網中人 / 茫茫路

2016年
- 永恆SACD 神鵰俠侣

2017年
- 《歌词大师盧国沾作品演唱會》
- 張德蘭精選大碟黑膠唱片

2018年
- 張德蘭ARMCD精選15首

2019年
- 復黑CD 重遇
- 復黑CD 心藥

2020年
- 永恒：豪情玅韻

2021年5月7日
- 張德蘭·愛您不變(精選)

2021年5月20日
- 香港樂壇記錄:張德蘭 重遇|新曲心藥+精選

2021年8月4日
- 香港樂壇記錄:張德蘭II 風雨人生|愛您不變

2022年4月29日
- 香港樂壇記錄:汪明荃|張德蘭 黃金與愛情|張德蘭歌輯

2024年4月27日
- 娛樂唱片：陸小鳳(單面黑膠唱片)[UHQLP]{RSD2024限定版}＜12'EP＞《黑膠中的天花板》「限量」【300張】曲目：1.陸小鳳，2.決戰前夕，‘鄭少秋’；3.※鮮花滿月樓※，4.※願君心記取※，‘“張德蘭”’！

2024年6月30日
- 新世紀工作室：66series - 張德蘭

2025年
▪新世紀工作室：66series - 張德蘭II
2025年5月6日
。新世紀工作室：張德蘭 月光光 極品小調精選K2HD + 區瑞強 相識在童年 K2HD(Special 2CD)
2025年5月26日
。永恒唱片：張德蘭 茫茫路 Green LP 180 gram 薄荷綠彩膠大碟 | 原裝1/4"Analog母帶處理 | 德國製造 | 完美原音 | 獨立編號限量500 | 收藏之選

### 電視劇歌曲
1974年
- 無綫電視：芸娘 插曲《月光光》

1975年
- 無綫電視：小婦人 插曲《愛琴詠》

1976年
- 無綫電視：陸小鳳 插曲《鮮花滿月樓》及《落花淚影》

1977年
- 無綫電視：陸小鳳之決戰前後 插曲《願君心記取》

1979年
- 無綫電視：網中人 主題曲《網中人》

1980年
- 麗的電視：風塵淚 主題曲《風塵淚》
- 麗的電視：四口之家 主題曲《昨天我眞愛你》

1981年
- 麗的電視：武俠帝女花 主題曲《武俠帝女花》

1983年
- 無綫電視：神鵰俠侶 主題曲《何日再相見》、插曲《情義兩心堅》、《留住今日情》和《問世間》

1984年
- 無綫電視：家有嬌妻 主題曲《愛的短箭》、插曲《情苦惱》
- 無綫電視：廣東鐵橋三 主題曲《情濃恨更濃》、插曲《覓知音》

1985年
- 無綫電視：錯體姻緣 主題曲《愛情OK膠》

1986年
- 無綫電視：神劍魔刀 主題曲《黑白難辨》、插曲《風雨人生》及《萬語千言》

2006年
- 無綫電視：游劍江湖 粤语版片尾曲《恋风》

2011年
- 無綫電視：我的如意狼君 主題曲《朝花夕拾》

2014年
- 無綫電視：大藥坊 主題曲《心藥》

### 曾參與演唱會
- 1998年：《煇黄真友情演唱會》
- 2000年：《煇黄2000演唱會》
- 2003年：《靚歌靚聲演唱會》
- 2004年：《張德蘭經典金曲演唱會》
- 2005年：《金曲情牽半世紀演唱會》
- 2006年：《區瑞強演唱會》
- 2007年：《麗的亞視半世紀精彩演唱會》
- @2008年：（加拿大世界宣明會 | Evergreen天長地久慈善演唱會）
- 2010年：《金曲娛樂真經典演唱會》
- 2012年：
  - 《當張德蘭遇上顧嘉煇演唱會》
  - 《顧嘉煇大師經典演唱會》
- 2015年：《顧嘉煇榮休盛典演唱會》
- 2016年：
  - 《顧嘉煇金紫荊慈善演唱會》
  - 《歌詞大師盧國沾作品演唱會》
- 2023年：
  - 《鄭國江50+2周年詞名一生演唱會2023》
  - 《情牽煇黃經典演唱會》
- 2024年：
  - 《葉振棠80告別樂壇演唱會》
- 2025年：
  - 致敬詞聖盧國沾作品演唱會

## 電影
- 1968年：《青春玫瑰》
- 1968年：《歡樂滿人間》
- 1974年：《大鄉里》
- 1974年：《街知巷聞》
- 1974年：《大鄉里八面威風》
- 1976年：《哈哈笑》

## 電視節目（TVB）
- 1980年：《山水有相逢》飾 梅劍仙契外孫女
- 1983年：《神雕俠侶》飾 書生妻
- 2023年：《我們的煇煌金曲》

## 外部連結
- 香港電台節目 2006年3月18日 《2000靚歌再重聚》 訪問嘉賓：張德蘭